# Moucherolle de Linton
Nephelomyias lintoni
Espèce
Synonymes
- Myiophobus lintoni

Statut de conservation UICN

 NT  : Quasi menacé
Le Moucherolle de Linton (Nephelomyias lintoni), appelé également Moucherolle de Schauensee, est une espèce de passereau placée dans la famille des Tyrannidae. Son statut de conservation est quasi menacé selon la liste rouge de l'UICN.

## Systématique
Il a été décrit en 1951 par Rodolphe Meyer de Schauensee sous le nom scientifique de Myiophobus lintoni,.

## Distribution
Cet oiseau vit dans un petit territoire sur le versant est des Andes, du Sud de l'Équateur (provinces de Morona-Santiago, Azuay et Loja) à l'extrême Nord du Pérou (cerro Chinguela, région de Piura),. 

## Habitat
Le Moucherolle de Linton vit dans les étages intermédiaires et dans la canopée des forêts humides d'altitude et dans les forêts tempérées des crêtes entre 2 250 m et 3 200 m d'altitude.

## Alimentation
Le Moucherolle de Linton se nourrit de petits arthropodes et possiblement de fruits. Il de déplace habituellement en petits groupes.

## Conservation
En Équateur, la réserve de Tapichalaca (province de Zamora-Chinchipe) et le parc national Podocarpus permettent sa protection.